# Francois de Vroede
François de Vroede (* 1641 in Amsterdam; † 1706 ebenda) war ein holländischer Patrizier.

## Biografie
Siehe auch: Regent von Amsterdam
Francois de Vroede entstammte einer Familie des gehobenen Bürgertums und war mit dem bedeutenden Mathematiker Johan Hudde verwandt. Nach dem Studium an der Universität Leiden kam er im Jahre 1685 als Ratsherr in die Regierung Amsterdams. 1683 wurde er Schepen, eine Funktion, die er bis zum Jahr 1696 noch weitere siebenmal bekleidete. Zwischen 1697 und 1701 war er Amsterdams Schout. Im selben Jahr wurde er zum ersten Mal zum Bürgermeister gewählt. Seine zweite Ernennung zu diesem fiel in das Jahr 1704. Sein letztes Amt hatte De Vroede als Hoofdingeland (höchster Rang der Deichverwaltung) des Watergraafsmeer.